# Szvijazsszk
Szvijazsszk (oroszul: Свияжск, tatár nyelven: Зөя) falu és történelmi emlékhely Oroszország európai részén, Tatárföld Zelenodolszki járásában, a Szvijaga öböllé szélesedő torkolatának egyik szigetén. A települést a folyóról nevezték el. Kolostorának épületegyüttesét 2017-ben fölvették az UNESCO Világörökség listájára.
A falu állandó lakossága: 242 fő.

## Elhelyezkedése
A település Kazanytól kb. 25 km-re nyugatra, a Volgába ömlő Szvijaga torkolatának szigetén helyezkedik el. Eredetileg a Szvijaga bal partjára épült, de a Volgán kialakított Kujbisevi-víztározó 1957-ben a Szvijaga vizét is visszaduzzasztotta, és Szvijazsszk az így kialakult öböl szigete lett. 
Azóta már keskeny földnyelvvel kapcsolódik a parthoz. Az M-7-es főútról Iszakovónál letérve érhető el gépkocsival, Kazannyal pedig menetrend szerinti hajójárat köti össze.

## Története
A település elődje, a folyó magas partján alapított egykori orosz erődítmény 1551-ben épült. IV. (Rettegett) Iván cár seregének előretolt bázisaként szolgált Kazany (az azonos nevű kánság központja) 40 napos ostroma során. A vár egyik első épülete a fából épült Szentháromság- (Troickij-) templom volt.
A fallal, bástyákkal körülvett cölöpvár részeit jóval korábban, a távoli Uglics mellett készítették el, majd tavasszal a Volgán leúsztatták és a helyszínen meglepetésszerűen, egy hónap alatt állították össze. A következő évben Kazany elesett, és ezzel megnyílt az út a moszkvai állam további terjeszkedése előtt. Szvijazsszk az orosz ortodox egyház egyik helyi központjává vált, újabb egyházi és igazgatási épületei keletkeztek. 1781-ben ujezd székhelyeként város lett. A 18–19. században három kolostor városa volt, melyek mindegyikéhez több falu és nagy földterület tartozott. 
A szovjet korszakban Szvijazsszkban is számos tragikus esemény történt; a templomokat bezárták és lerombolták vagy pusztulni hagyták. A települést 1932-ben „visszaminősítették” faluvá, ahol előbb fiatalkorúak kommunáját, majd 1936-ban javítóintézetet rendeztek be. Amikor a Kujbisevi-víztározót 1957-ben feltöltötték, Szvijazsszk szigeten találta magát. A környezetétől elvágott településen megállt az élet. Az Uszpenyije-kolostor területén 1953-tól 1994-ig pszichiátriai kórház működött.
1997-ben a kolostorok épületeit visszaadták az egyháznak, a szigeten egy női és egy férfi kolostor létesült. 2008-ban elkészült a bal partra vezető földnyelv. 2010-ben elkezdődött a műemlék épületek újjáépítése és a sziget turisztikai célú rendbehozása. Legnagyobb kolostorát és annak katedrálisát (mindössze 3,25 ha területen) 2017-ben az UNESCO a világörökség részévé nyilvánította.

## A világörökség részei
Az Uszpenyije-kolostort (Uszpenyije Bogorogyici, magyarul: Istenanya elszenderedése) 1555-ben alapították és a moszkvai államhoz újonnan csatolt földek keresztény térítésének Volga-vidéki központjaként hozták létre. A 18. századig szinte az egész Középső-Volga vidékének leggazdagabb kolostora volt. Két központi, ma is álló templomát Pszkovból érkezett építőmesterek építették az alapítás első évtizedében.
Közülük a Nyikola-templom a sziget legrégebbi építménye (1556). Legékesebb épülete azonban maga az Uszpenyije-katedrális, melyet 1560-ban szenteltek fel. Belső falait több mint 1000 m²-en a 16. század második feléből és a 17. század elejéről származó freskók borítják. Ezen kívül csak egy-két olyan templom akad Oroszországban, melyben IV. Iván cár idején készült falfestmények maradtak fenn. A kolostor fölé emelkedik a 43 m magas harangtorony.
Az épületegyüttes többi része, (a főszerzetes háza, a szerzetesek lakóépülete, az iskola) a 17–18. század folyamán keletkezett. Az 1997 óta ismét működő (férfi) kolostor látogatható.

## További épületek, látnivalók
A Keresztelő Szent János- (Ioanna Predtyecsi-) kolostor a sziget másik működő, de női kolostora. Itt található az a fából emelt Szentháromság- (Troickij-) templom, melynek elődje, Szvijazsszk első – még sátortetős – temploma 1551-ben épült. Mai formáját a 18. században kapta, amikor az eredeti sátortetőt kupolára cserélték és a templomdobot is átalakították. Az eredeti fatemplomból mára csak a berendezés egy része és az ikonosztáz szerkezete maradt fenn. 
A kolostor másik régi, impozáns épületét, a Szent Szergij-templomot a 17. században emelték. Az étkező (refektórium) és a nagyméretű bizánci stílusú katedrális a 19–20. század fordulóján keletkezett. Egyéb épületei: a szerzetesek cellái, a kaszárnya, a börtön, a kórház épületei a 19. századból valók. 